# Inre Lappträsktjärnen
Inre Lappträsktjärnen är en sjö i Bodens kommun i Norrbotten och ingår i Piteälvens huvudavrinningsområde.